# Злочини югославських комуністів після Другої світової війни

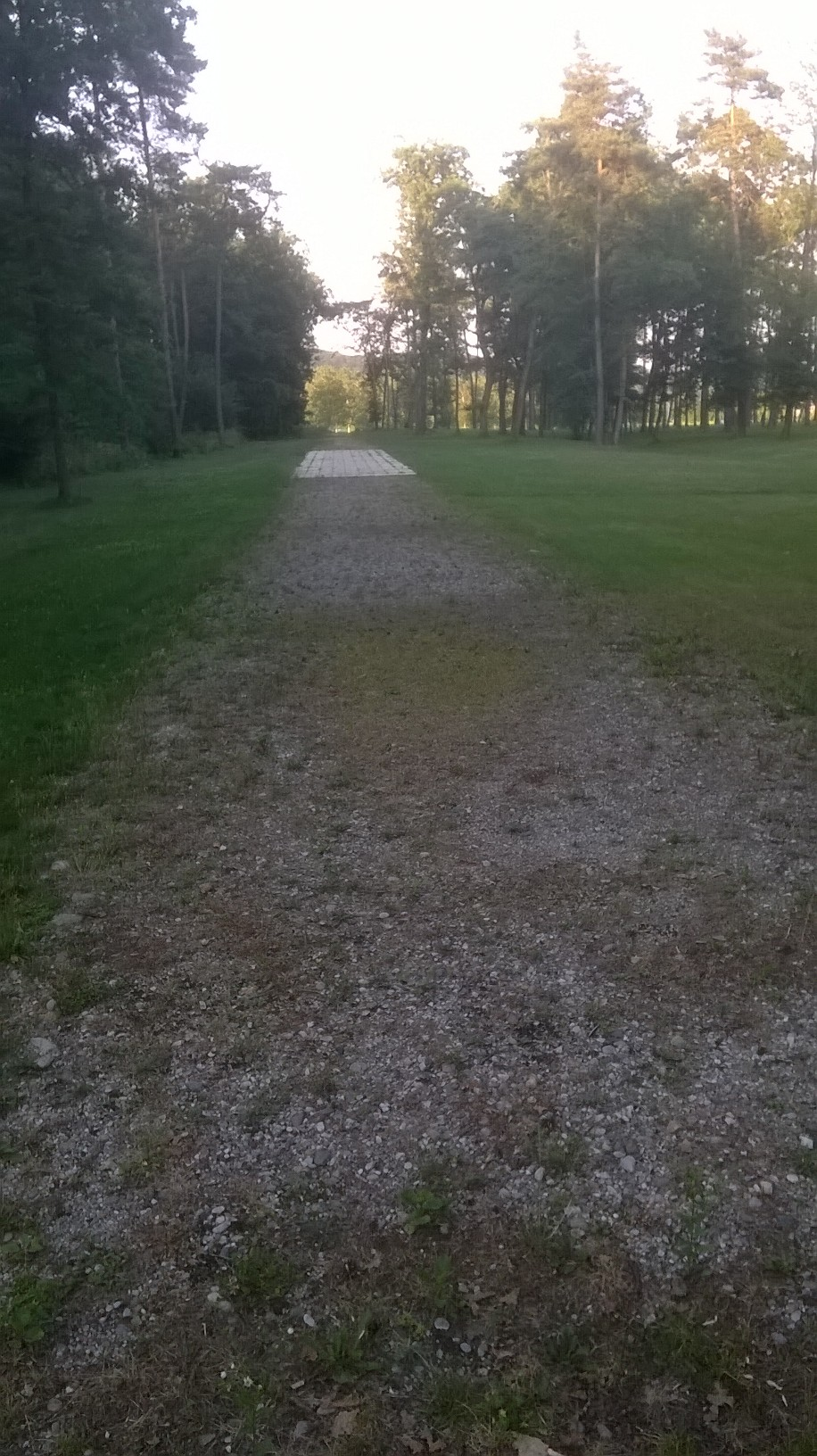
Пам'ятник найбільшого масового поховання в історії хорватів — кладовище Добрава поблизу Марибора

Злочини югославських комуністів після Другої світової війни, також Партизанські злочини після Другої світової війни — низка злочинів геноцидарного масштабу проти полонених хорватів, мусульман, словенців, сербів і представників інших народів колишньої Югославії з боку тоталітарного режиму під верховним командуванням Тіто.
Ці злочини являють собою приклад революційного терору, мотивованого доктриною класової боротьби, яка є невід'ємною частиною комуністичної ідеології.
Без суду масово вбивали військовиків і цивільних, серед яких були представники всіх народів з усіх колишніх югославських республік, але найбільше — хорвати. Югославські комуністи позбавили права на життя велику кількість інтелектуалів, сановників, державних службовців колишньої Незалежної Держави Хорватії та осіб, чиє віросповідання чи національність були незручними для влади. Югославська комуністична партноменклатура десятиліттями приховувала або виправдовувала свої жахливі злочини. Громадські слухання та дослідження було заборонено. На території Словенії налічили понад 600 прихованих масових поховань різних розмірів із понад 100 000 загиблих, а в Хорватії — 900 із 90 000 можливих жертв.
У післявоєнний час понад 50 000 представників німецької меншини було вбито або померли через погані умови перевезення та інтернування.
Переможні комуністичні партизани розглядали всіх без розбору антикомуністів як «пособників окупантів», з якими після війни можна поводитися на свій розсуд. Те, що антикомуністичні втікачі були жертвами насильства партизанів (а точніше, Народно-визвольної армії Югославії, як тоді офіційно називалося військо, кероване югославськими комуністами), офіційні представники держави — включно з академічною історіографією, яка організовано брала участь у приховуванні цих злочинів — уперто заперечували аж до розпаду Югославії. Говорити будь-що на ці теми у комуністичній Хорватії було небезпечно, а друкувати — і зовсім неможливо.
Процес демократизації і усамостійнення Хорватії та Словенії супроводжувався розмовами про примирення, якими було порушено тітоїстське табу, що приховувало злочини тітоїзму і покривало злочинців Тіто. Хоча і не трапилося їх осуду, проте поодинокими миролюбними заходами, перш за все відправами і вшануваннями пам'яті, досягнуто базового консенсусу щодо засудження випадків тітовської різанини військовополонених і цивільних осіб.
З розпадом комуністичної Югославії і після того, як режим втратив будь-яку легітимність, розповіді про злочини югославських комуністів, засвідчені за кордоном у колах біженців, залунали на повну силу.

## Стратегія югославських комуністів
Комуністична партія Югославії з моменту її створення (1919) була відділенням (дочірнім утворенням) Комінтерну, який був одним із міжнародних інструментів СРСР. Основною ідеєю і політикою комуністичного блоку було здійснення світової революції з метою насильницького повалення всіх режимів і влад та створення комуністичного світопорядку. Комуністична ідеологія не бачила можливості побудови комунізму мирним шляхом (і комунізм, справді, ніде в світі не «запроваджено» мирним чином), а тільки шляхом необмеженого революційного насильства. Диктатуру пролетаріату комуністи називали «найжорстокішою і найнещаднішою війною в історії». На таких крайніх ідеологічних підвалинах компартії виховували своїх членів, які з величезною ненавистю втілювали в життя революційне насильство.
У ході війни комуністи збирали відомості про звичайних, не втягнутих у війну громадян, які після війни могли б стати політичними конкурентами. Комунізму було небажаним і ворожим все, що не зовсім «по лінії» комунізму, на відміну від «звичайних» авторитарних режимів, комунізм не задоволений політичною апатією населення, а тоталітарним чином вимагає, щоб люди були в захваті від комуністичного правління. Тому комуністи всіх, хто не був їхніми однодумцями, чітко означили поняттям «вороги народу», а свою політичну структуру підготували до післявоєнного остаточного і вирішального бою, в якому фізично знищуватимуть всіх небажаних комуністичному режимові осіб..
КПЮ включилася у Другу світову війну з виразними комуністичними цілями. Цьому були підпорядковані всі військові і політичні кроки югославських комуністів.

Югославський комуніст Моша Піяде у своїй промові на першому засіданні Антифашистської ради народного визволення Югославії 1942 року у Бихачі так пояснює стратегію захоплення влади:

|  | ...отож потрібно створити настільки багато безхатьків, щоб ці безхатьки становили більшість у державі. Тому ми повинні палити. Постріляємо, та й відступимо. Німці нас не знайдуть, але у помсту спалять села. Тоді селяни, які там залишаться без оселі, самі прийдуть до нас, і ми матимемо у себе людей, та й, таким чином, станемо господарями становища. Ті, хто не має ні хати, ні землі, ні худоби, швидко і самі долучаться до нас, адже ми їм пообіцяємо великий грабіж. Важче буде з тими, хто має якийсь статок. Їх пов'яжемо з нами лекціями, театральними виставами та іншою пропагандою... Так ми поступово пройдемо всі краї. Селянин, який володіє хатою, землею і худобою, робітник, який одержує платню і має хліб, для нас нічого не варті. Ми повинні зробити з них безхатьків, пролетарів... Тільки нещасні стають комуністами, тим-то ми мусимо нещастя створити, маси у відчай загнати, ми — смертельні вороги всякого добробуту, порядку і миру... |

У період після війни, революційний терор проводився за принципом «скорити або скарати».
Комуністичний терор у післявоєнний час насправді був продовженням злочинів, скоєних раніше, коли «народна армія» завойовувала окремі частини країни. Після того, як югославські війська в жовтні 1944 року вступили в Дубровник, відразу ж було вчинено різанину на острівці Дакса, серед жертв якої не було жодних військовослужбовців (позаяк і німецькі, і усташівські сили покинули місто без бою), зате було, принаймні, сім католицьких священиків із Дубровника.

## Хресна дорога
Під цією назвою розуміються марші смерті та комуністичний терор здебільшого проти хорватів у 1945 році і пізніше. Більшість в'язнів загинула під час переходів по Югославії і в таборах військовополонених у наступні місяці.
Завдяки стратегії замовчування лише невеличку частину цих поховань досліджено і позначено.
Накази вбивати «ворогів народу» (цивільних осіб і полонених вояків) були військовою і державною таємницею, а подробиці не були відомі навіть особовому складу військ і поліції, якщо ті прямо не брали участі в тій чи іншій конкретній операції.
Офіційна югославська історіографія навіть мала певну «прогалину» у хронології діяльності головного комуністичного вождя Тіто: на відміну від усього іншого періоду війни і післявоєнного часу, який опрацьовано дуже докладно і практично день у день, про період, в якому відбувалася Хресна дорога 1945, історіографія не давала ніяких відомостей, де тоді був Тіто. Тільки останнім часом — і то на основі огляду місцевої комуністичної преси Словенії і північно-західної Хорватії та свідчень очевидців із числа комуністичних воєначальників — з'ясовується, що у цей проміжок часу Тіто фізично перебував саме в тій місцевості, де вчинено найбільші злочини і віддано про них накази. «В'єснік» від 25 травня 1945 подає зміст промови, в якій Тіто каже: «Ми ніколи більше не дозволимо окремим людям користуватися плодами гігантської боротьби народу. Ми провітримо наш дім так, що назавжди щезне той сморід, який не сміє заражати наш спільний дім — вільну, федеративну Югославію.»
Подекуди мирних жителів і військовиків вбивали зі страхітливою жорстокістю. Зі спогадів санітарного інспектора Мирослава Харамії, який для «народної влади» очищав ліс від понад 800 непохованих тіл, що залишилися після партизанської різанини у Грачанах у травні 1945 року і загрожували довколишнім людям зараженням: «Жертви були жахливо понівечені. Місця загибелі були моторошно заповнені розчленованими і знівеченими голими людськими тілами. Голови були відрубані або розколені сокирами, були з перерізаними горлянками, відрізаними кінцівками, статевими органами і грудьми. У більшості жертв були живцем витягнуті внутрішні органи, здебільшого серця, печінки і матки.»
Чимало учасників комуністичних злочинів війни і післявоєнної доби пізніше заговорили про події, в яких вони брали участь, наприклад, командир карателів у різанині на Кочевському Розі Сімо Дубаїч у книзі «Життя, гріх і покаяння: Від Кістаня до Кочевського Рогу» з 2006 року.

## Табори військовополонених і концентраційні табори
Комуністична влада після війни поряд із німецькою національною меншиною в Хорватії та Воєводині піддала систематичним репресіям хорватів. У перші місяці після захоплення влади (яке комуністи евфемістично назвали визволенням) заарештували або ліквідували чимало інтелектуалів та інших некомуністів. Партизанське військо в Хорватії з вересня 1944 по травень 1945 року мало в розпорядженні 19 концтаборів, в яких режим Тіто тримав в ув'язненні кілька десятків тисяч хорватських цивільних осіб і невелику частину військовополонених. Одними з найвідоміших таборів військовополонених і концтаборів були:
- Табір Кничанин (Rudolfsgnad)
- Трудовий табір Валпово
- Концтабір Йосиповац
- Політичний табір Голий Оток.

Міністр внутрішніх справ і начальник військової та таємної поліції Олександр Ранкович 1 лютого 1951 року у белградській скупщині представив доповідь. У ній, серед іншого, значилося:

|  | Через наші в'язниці пройшло з 1945 по 1951 рік 3 777 776 ув'язнених, при цьому ми ліквідували 586 000 ворогів народу. |

## Конфіскації
Югославські комуністи з 1941 до 1990 року під так званим антифашистським рухом розуміли і соціалістичну революцію. Після завершення війни було проведено націоналізацію приватної власності. Було конфісковано майно осіб, які були пов'язані з інституціями НДХ, воєнних злочинців, сільськогосподарських підприємств майже всієї німецької меншини, також націоналізовано капітал таких югославських галузей промисловості, як металургія, хімічна, текстильна, деревообробна промисловість тощо.
До кінця 1945 року держава відібрала у колишніх власників майже всю власність у галузі гірничодобувної, металургійної та нафтової промисловості.
28 квітня 1948 скасовано приватну власність у дрібній торгівлі, громадському харчуванні та інших галузях дрібного підприємництва і сфері послуг.

## Елітоцид
Комуністи ліквідували велику кількість інтелігенції та господарників. Серед них були такі письменники: Іван Софта, Мар'ян Маріяшевич, Мар'ян Блажич, Бонавентура Радонич, Керубін Шегвич, Єрко Скрачич, Владимир Юрчич;
поети: Станко Віткович, Бранко Кларич, Габрієл Цвітан, Петар Периця;
журналісти: Мійо Бзік, Агата фон Гаусбергер, Іван Маронич, Вілім Перос, Данієл Уванович, Тіас Мортіжія, Станіслав Полонійо… У цьому ряду були і численні хорватські інженери, техніки, офіцери, священики та ін.

## Омани щодо комуністичної Югославії
У межах західноєвропейських протистоянь окрему проблему становлять держави, породжені розпадом колишньої комуністичної Югославії, позаяк протягом холодної війни остання відігравала особливу роль. Із цієї причини комуністична Югославія отримувала від Західного світу економічну та іншу допомогу, а на Заході Югославія зображувалася надзвичайно упереджено, не інакше як райська оаза у пеклі решти комуністичного світу. Це необ'єктивне відображення збереглося в Західній Європі і через двадцять років після розпаду Югославії. Наприклад, у Чорній книзі комунізму замовчується тільки комуністична Югославія, незважаючи на те, що відносно до чисельності населення режим Тіто знищив більший відсоток людей, ніж це було в інших європейських комуністичних державах. Найяскравіше це видно з точних поіменних даних про духовенство: югославські комуністи вбили на хорватських землях 664 священиків, черниць і семінаристів. Це більше, ніж загальна кількість убитих священиків у всіх європейських комуністичних країнах разом.
Через величезні воєнні і післявоєнні злочини та багаторічні репресії тоталітарного режиму комуністичної Югославії Тіто потрапив у першу десятку вбивць ХХ століття.

Хорватський історик Владимир Гайгер 2010 року пише:
|  | Найбільшою і найбезчеснішою містифікацією югославської політики і науки, зосібна історіографії та демографії, була містифікація про людські втрати Югославії в роки Другої світової війни та про жертви і потерпілих, які спричинили окупанти і їхні поплічники, особливо в Хорватії. Прихильники містифікації і втаємничення фактів про людські втрати Югославії (і Хорватії) під час Другої світової війни, забарикадовані своїми позиціями, тлумаченнями та прийнятними для них цифрами, не впали у відчай навіть після розпаду Югославії. Через нестачу системних досліджень багато хто і нині наводить довільні оцінки, перебільшуючи або ж применшуючи певні категорії людських втрат Хорватії і Югославії у Другій світовій війні та у післявоєнний час. |